# عشبة القوى الأدرياتيكية
عشبة القوى الأدرياتيكية (الاسم العلمي:Potentilla adriatica) هي نوع من النباتات تتبع جنس عشبة القوى من الفصيلة الوردية.